# Clelles

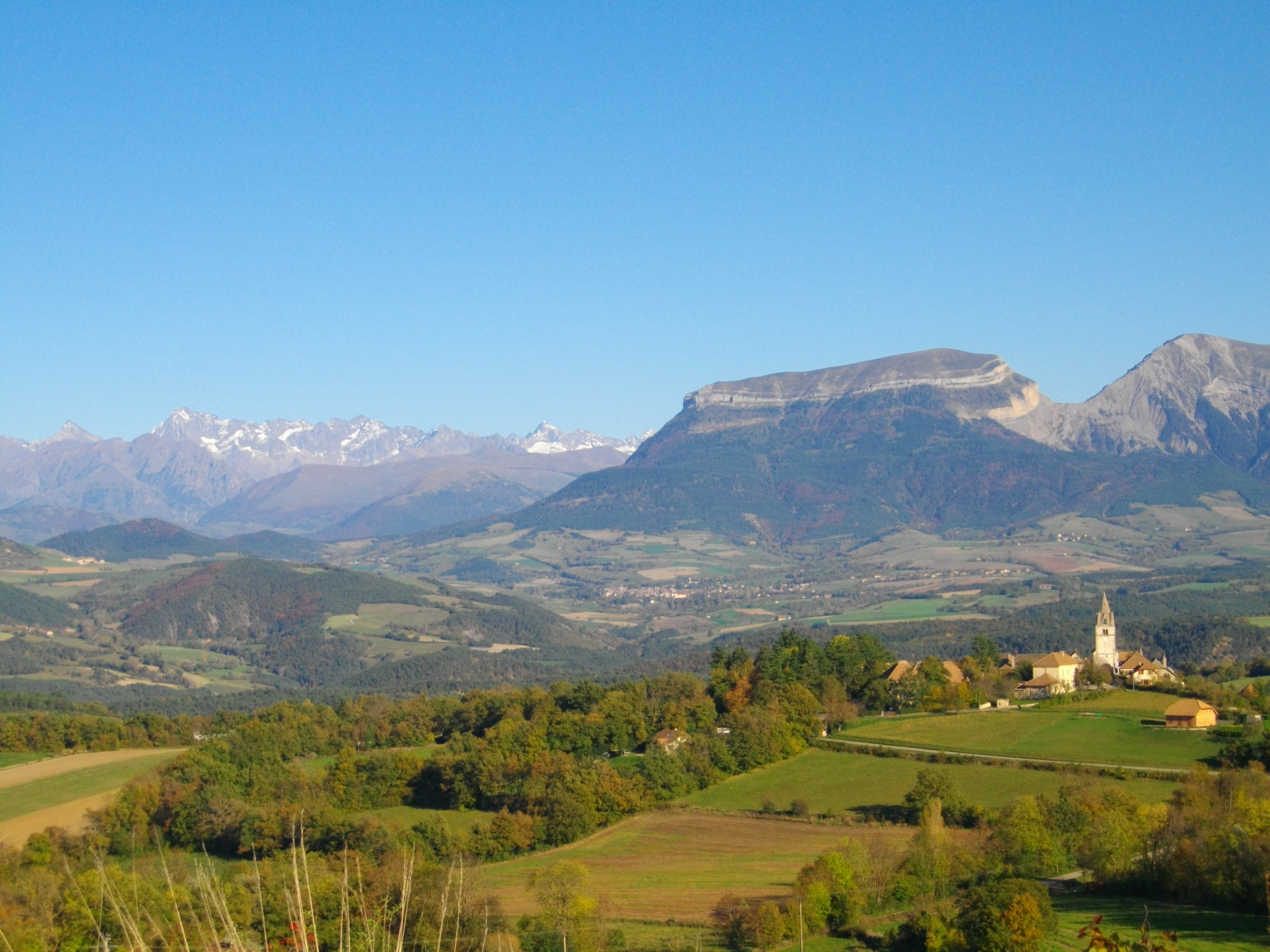
Le clocher de l'église de Clelles, Mens, le Bonnet de Calvin et le Massif des Écrins.

Clelles est une commune française située, géographiquement dans le Trièves, administrativement dans le département de l'Isère, en région Auvergne-Rhône-Alpes et, autrefois rattachée à l'ancienne province du Dauphiné.
Ses habitants sont dénommés les  clellois et les clelloises.
La commune est un des principaux villages de la micro région, et ancien chef-lieu de canton, du Trièves, un territoire de moyenne montagne dont l'altitude se situe entre 500 et 1 500 mètres d'altitude et qui se positionne entre les massifs montagneux qui l'entourent de trois côtés : à l'ouest, on peut découvrir le massif du Vercors, au sud et à l'est se détache le chaînon de l'Obiou appartenant au massif du Dévoluy.
Ancien chef-lieu de canton du département de l'Isère jusqu'en 2015, le village se situe désormais dans le canton de Matheysine-Trièves dont le Bureau centralisateur est à La Mure depuis le nouveau découpage territorial.
La commune appartient également à la Communauté de communes du Trièves dont le siège est situé à Monestier-de-Clermont et qui regroupe 28 communes.

## Géographie

### Situation et description

#### Situation

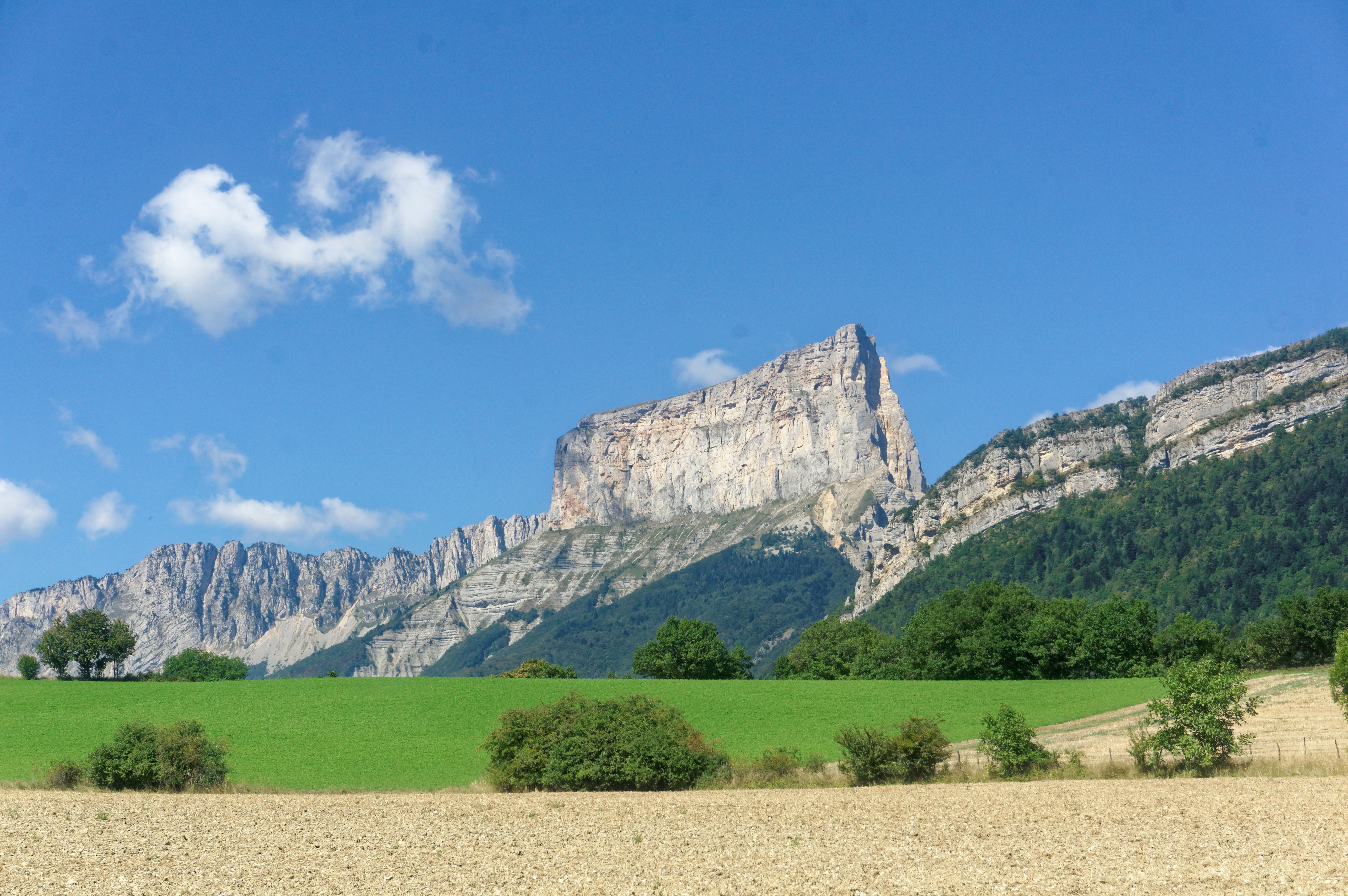
Le mont Aiguille depuis Clelles.

Positionné au sud du département de l'Isère et de la région Auvergne-Rhône-Alpes, le village de Clelles (mairie) est situé à environ, 52 km de Grenoble, 149 km de Valence, 197 km de Genève (Suisse), 153 km de Lyon, 342 km de Montpellier, 222 km de Marseille, 321 km de Nice (par la route et l'autoroute), 625 km de Strasbourg et 623 km de Paris.
Le territoire de Clelles, qui se trouve à la limite des secteurs de basse montagne et de haute montagne[évasif], se situe à une altitude de 831 m au niveau de la gare de Clelles, et a adhéré au parc naturel régional du Vercors créé en 1970 et qui comprend 85 communes.

#### Description
Clelles est un village entouré de forêts, de champs et de torrents. Le bourg et ses hameaux sont situés à proximité du mont Aiguille, symbole du Trièves et culminant à 2 087 mètres d'altitude, qui appartient au territoire de la commune voisine de Chichilianne.

### Climat
Pour des articles plus généraux, voir Climat d'Auvergne-Rhône-Alpes et Climat de l'Isère.
En 2010, le climat de la commune est de type climat des marges montargnardes, selon une étude du Centre national de la recherche scientifique s'appuyant sur une série de données couvrant la période 1971-2000. En 2020, Météo-France publie une typologie des climats de la France métropolitaine dans laquelle la commune est exposée à un climat de montagne ou de marges de montagne et est dans la région climatique Alpes du sud, caractérisée par une pluviométrie annuelle de 850 à 1 000 mm, minimale en été.
Pour la période 1971-2000, la température annuelle moyenne est de 9,7 °C, avec une amplitude thermique annuelle de 17,4 °C. Le cumul annuel moyen de précipitations est de 1 019 mm, avec 9,2 jours de précipitations en janvier et 5,8 jours en juillet. Pour la période 1991-2020, la température moyenne annuelle observée sur la station météorologique de Météo-France la plus proche, « Chichilianne », sur la commune de Chichilianne à 4 km à vol d'oiseau, est de 9,0 °C et le cumul annuel moyen de précipitations est de 1 252,5 mm,. Pour l'avenir, les paramètres climatiques de la commune estimés pour 2050 selon différents scénarios d'émission de gaz à effet de serre sont consultables sur un site dédié publié par Météo-France en novembre 2022.

### Hydrographie
La partie orientale de la commune est bordée par l'Ébron, affluent du Drac.

### Transports

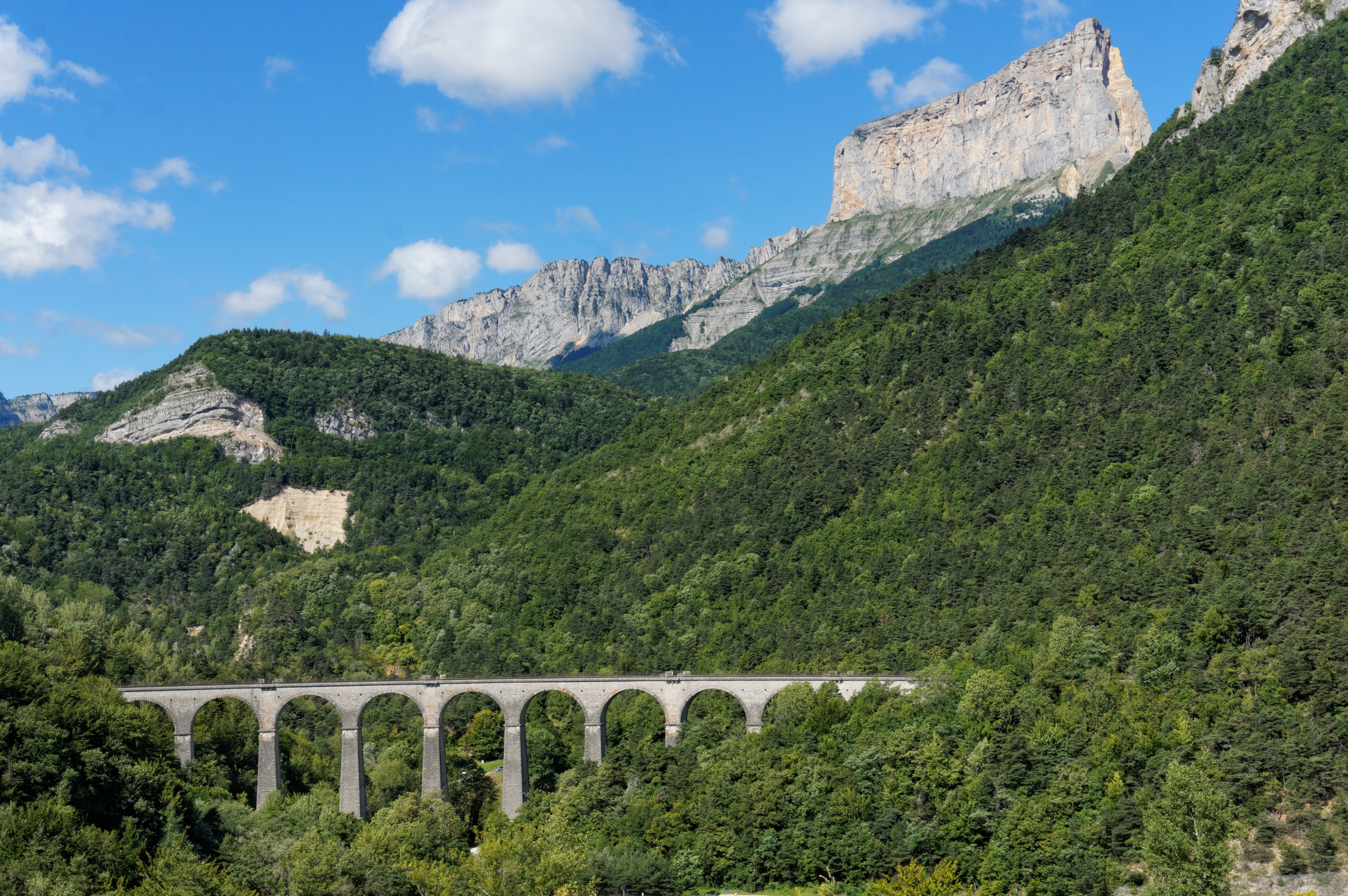
Viaduc de l'Orbanne

#### Par la route
- Depuis Grenoble via A 51 + RD 1075.
- Depuis Gap ou Sisteron par RD 1075 via Veynes et le col de Lus-la-Croix-Haute.
- Ligne d'autocar TransIsère no 4500 Grenoble - Mens via Clelles.

#### Par le chemin de fer

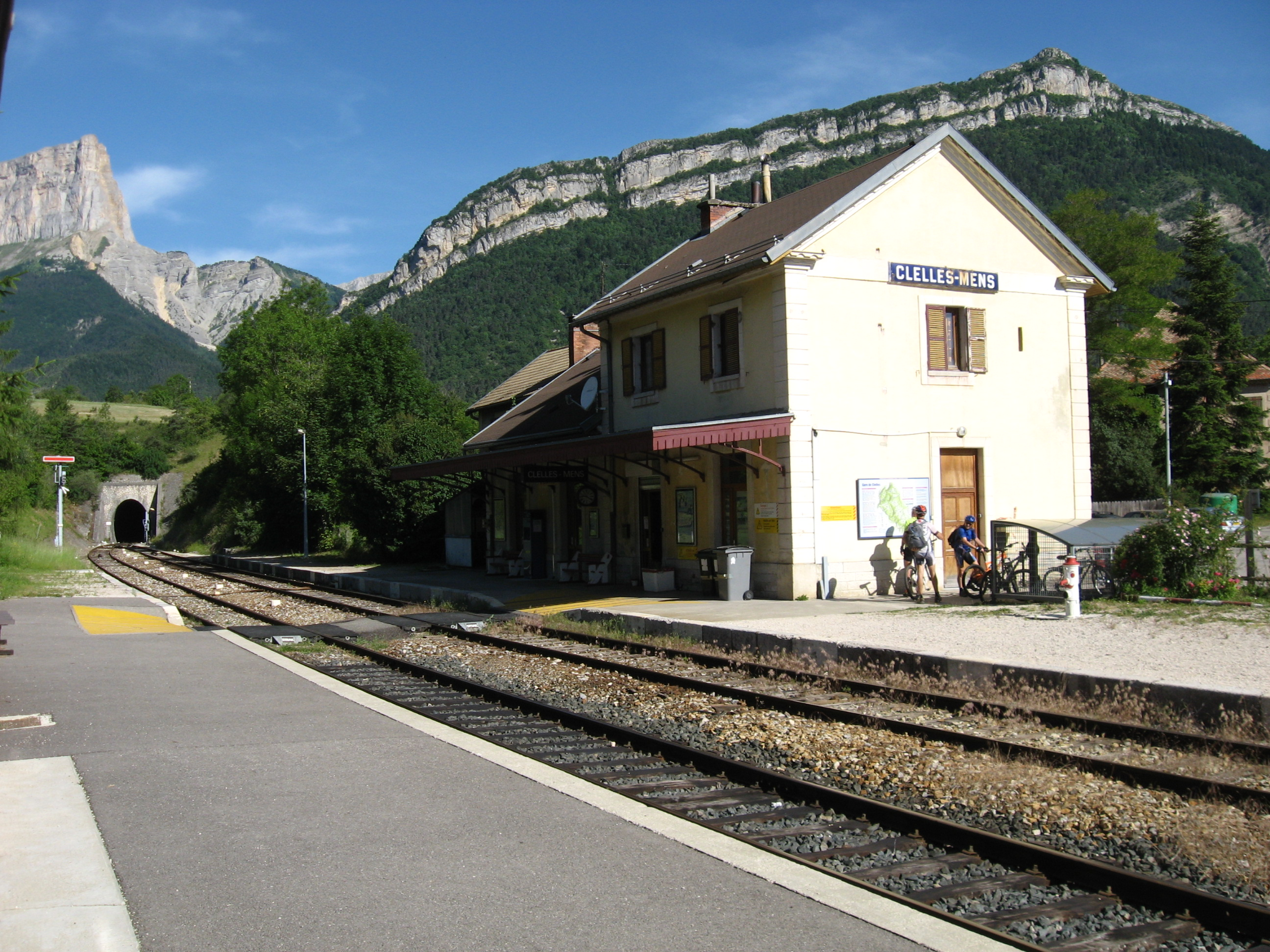
La gare de Clelles - Mens.

La commune est desservie par la ligne de Lyon-Perrache à Marseille-Saint-Charles (via Grenoble). La gare porte la dénomination de Clelles - Mens (Attention, la commune de Mens est située à 14 km à l'est de Clelles). La gare de Clelles est également le terminus des trains périurbains du Sud grenoblois.

## Urbanisme

### Typologie
Au 1er janvier 2024, Clelles est catégorisée commune rurale à habitat dispersé, selon la nouvelle grille communale de densité à sept niveaux définie par l'Insee en 2022.
Elle est située hors unité urbaine. Par ailleurs la commune fait partie de l'aire d'attraction de Grenoble, dont elle est une commune de la couronne,. Cette aire, qui regroupe 204 communes, est catégorisée dans les aires de 700 000 habitants ou plus (hors Paris),.

### Occupation des sols
L'occupation des sols de la commune, telle qu'elle ressort de la base de données européenne d’occupation biophysique des sols Corine Land Cover (CLC), est marquée par l'importance des forêts et milieux semi-naturels (63,5 % en 2018), une proportion identique à celle de 1990 (63,5 %). La répartition détaillée en 2018 est la suivante : 
forêts (63,1 %), prairies (17,2 %), terres arables (8,9 %), zones agricoles hétérogènes (7,9 %), zones urbanisées (1,8 %), eaux continentales (0,7 %), milieux à végétation arbustive et/ou herbacée (0,4 %). L'évolution de l’occupation des sols de la commune et de ses infrastructures peut être observée sur les différentes représentations cartographiques du territoire : la carte de Cassini (XVIIIe siècle), la carte d'état-major (1820-1866) et les cartes ou photos aériennes de l'IGN pour la période actuelle (1950 à aujourd'hui).

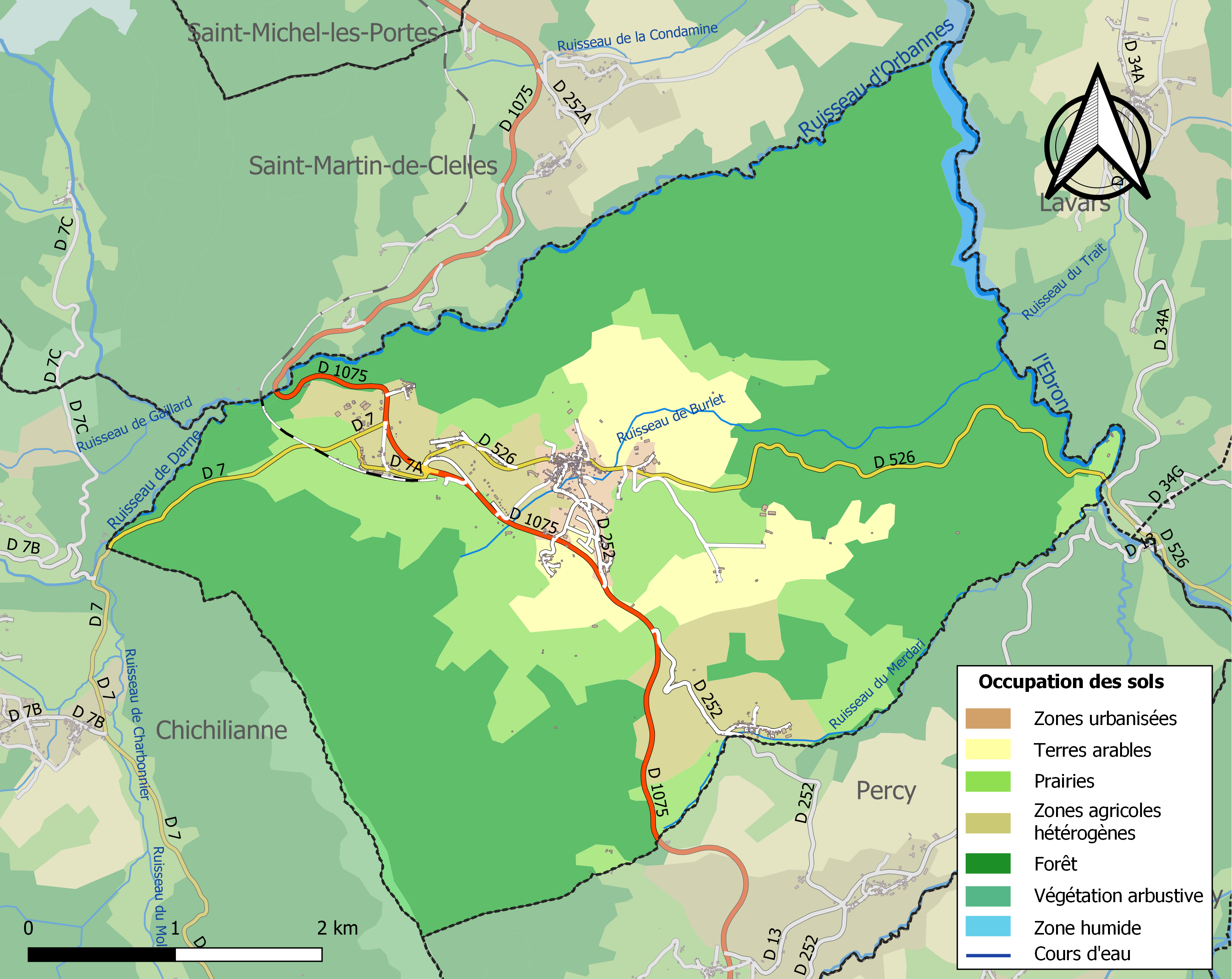
Carte des infrastructures et de l'occupation des sols de la commune en 2018 (CLC).

### Risques naturels et technologiques

#### Risques sismiques
L'ensemble du territoire de la commune de Clelles est situé en zone de sismicité n°3, comme la plupart des communes de son secteur géographique. Ce territoire se situe cependant au sud de la limite d'une zone sismique classifiée de « moyenne » et qui partage le département de l'Isère.
| Type de zone | Niveau            | Définitions (bâtiment à risque normal) |
| ------------ | ----------------- | -------------------------------------- |
| Zone 3       | Sismicité modérée | accélération = 1,1 m/s2                |

## Histoire
- Si vous ne connaissez pas le sujet, laissez ce bandeau (vous pouvez alors contacter les auteurs).
- Si vous supprimez le contenu mis en cause (vous pouvez préalablement contacter les auteurs),

argumentez précisément cette suppression dans la page de discussion
(un manque de référence n'est pas un argument ; une recherche réelle de référence doit avoir été effectuée, être formellement documentée).
Le village de Clelles s'étend au pied du Mont Aiguille, face à l'Obiou, dans la région du Trièves (dont le nom rappelle que sur le plateau se croisaient, à l'époque romaine, trois voies romaines). Sur le plan religieux, Clelles et le Trièves relevaient de l'évêché de Die, dont le premier évêque est mentionné en 325. Les découvertes antiques ont été peu nombreuses sur le plateau (noter toutefois la nécropole mérovingienne de Roissard), sans doute faute de fouilles.

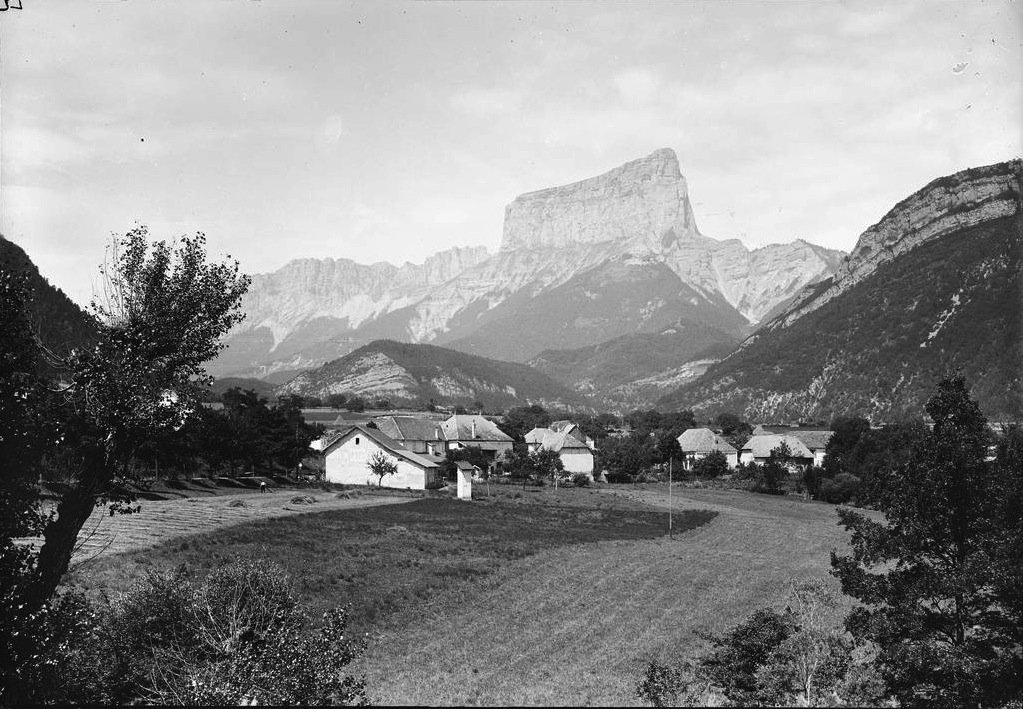
Vue générale de Clelles au début du XXe siècle. Au fond, le Mont Aiguille.

À l'époque féodale, le Trièves se trouva intégré dans le patrimoine de la maison des comtes d'Albon, dauphins de Viennois. Il vit alors se dresser de nombreuses maisons-fortes. Le village de Clelles et ses abords conserve les vestiges de quatre de ses demeures nobles. La plus ancienne, dominant le ravin de l'Orbanne, est la maison forte du Chaffaud (XIVe siècle), dont il ne reste que quelques murs. À l'entrée du village, une grosse bâtisse, le groupe scolaire et quelques autres bâtiments, précédé d'une allée de céquoyas centenaires, sont l'ancien château de Clelles. On aperçoit près du clocher le toit en poivrière d'une tourelle : c'est le manoir de Réneville (XVIe siècle), rue de l'Hôpital. Non loin, la maison forte des Segond, de la même époque, conserve une grosse tour carrée. Enfin, à la sortie du village, sur la route de Mens, se trouve le château de Monval (XVIe siècle), domaine agricole dominé par une vaste demeure, ouvrant au levant sur un parc aux arbres remarquables. La façade au couchant, quasi aveugle, est cependant flanquée d'une tourelle crénelée moderne, ajoutée au début du XXe siècle.
Les XVIe et XVIIe siècles furent marqués, comme dans tout le Trièves, par les conflits religieux. Toutefois, les protestants étaient moins nombreux sur la rive gauche de l'Ebron (pays de Clelles), sur la rive droite (le pays de Mens).
Au XIXe siècle, la construction de la RN75, descendant du col de la Croix-Haute, puis du chemin de fer de Grenoble à Aix, avec ses viaducs remarquables, ouvre la commune au tourisme. Clelles devient un lieu de villégiature, point de départ pour des courses en montagne, dont témoignent encore les nombreux hôtels et les villas Belle Époque du quartier de la Gare (la villa des Roses). Souvenir de cette époque faste, l'imposant Hôtel de Ville d'une commune qui a vu perdre, ces dernières années, son statut de chef-lieu de canton.

## Politique et administration

### Liste des maires
| Période                                  | Période  | Identité             | Étiquette | Qualité  |
| ---------------------------------------- | -------- | -------------------- | --------- | -------- |
| 2001                                     | 2008     | Lionel Perraudat     |           |          |
| 2008                                     | 2020     | Marie-Claire Brizion | SE        | Employée |
| 2020                                     | En cours | Alain Roche          |           |          |
| Les données manquantes sont à compléter. |          |                      |           |          |

## Population et société

### Démographie
L'évolution du nombre d'habitants est connue à travers les recensements de la population effectués dans la commune depuis 1793. Pour les communes de moins de 10 000 habitants, une enquête de recensement portant sur toute la population est réalisée tous les cinq ans, les populations de référence des années intermédiaires étant quant à elles estimées par interpolation ou extrapolation. Pour la commune, le premier recensement exhaustif entrant dans le cadre du nouveau dispositif a été réalisé en 2007.

En 2022, la commune comptait 576 habitants, en évolution de +3,41 % par rapport à 2016 (Isère : +3,07 %, France hors Mayotte : +2,11 %).
| 1793 | 1800 | 1806 | 1821 | 1831 | 1836 | 1841 | 1846 | 1851 |
| ---- | ---- | ---- | ---- | ---- | ---- | ---- | ---- | ---- |
| 580  | 681  | 626  | 646  | 612  | 710  | 746  | 750  | 777  |

| 1856 | 1861 | 1866 | 1872 | 1876 | 1881 | 1886 | 1891 | 1896 |
| ---- | ---- | ---- | ---- | ---- | ---- | ---- | ---- | ---- |
| 695  | 707  | 733  | 730  | 869  | 676  | 644  | 639  | 632  |

| 1901 | 1906 | 1911 | 1921 | 1926 | 1931 | 1936 | 1946 | 1954 |
| ---- | ---- | ---- | ---- | ---- | ---- | ---- | ---- | ---- |
| 602  | 601  | 532  | 421  | 415  | 411  | 428  | 397  | 382  |

| 1962 | 1968 | 1975 | 1982 | 1990 | 1999 | 2006 | 2007 | 2012 |
| ---- | ---- | ---- | ---- | ---- | ---- | ---- | ---- | ---- |
| 361  | 328  | 285  | 319  | 345  | 378  | 475  | 489  | 548  |

| 2017 | 2022 | - | - | - | - | - | - | - |
| ---- | ---- | - | - | - | - | - | - | - |
| 543  | 576  | - | - | - | - | - | - | - |

### Enseignement
Rattachée à l'académie de Grenoble, lacommune possède une école maternelle et primaire d'environ 90 élèves.

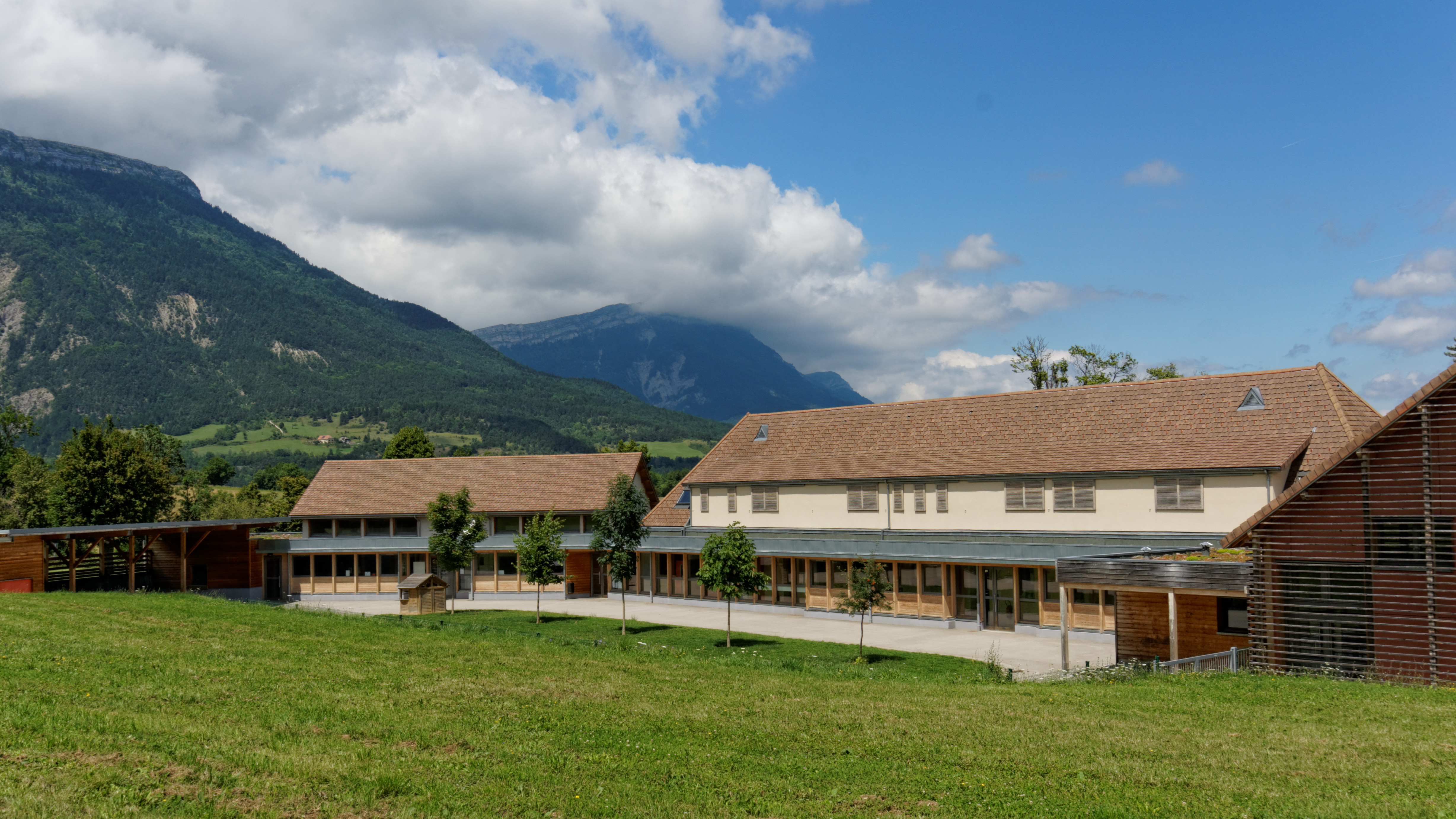
Groupe scolaire Antoine de Ville.

### Cultes
L'église (propriété de la commune) et la communauté catholique de Clelles dépendent de la paroisse Notre-Dame d'Esparron (Relais du Mont-Aiguille), elle-même rattachée au diocèse de Grenoble-Vienne.

## Culture locale et patrimoine

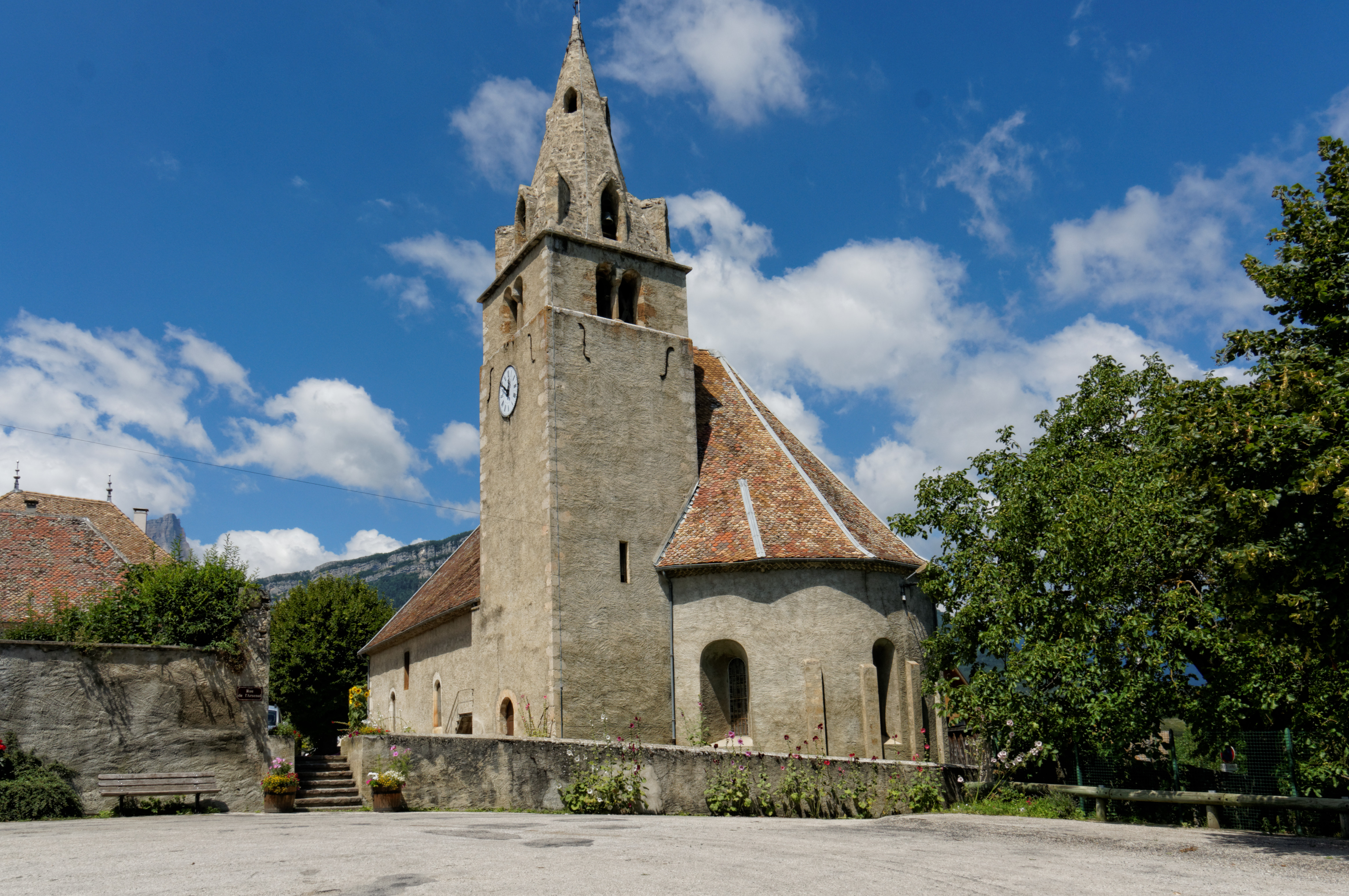
Église de Clelles

### Lieux et monuments

#### Patrimoine civil
- Maison forte dite « fort du Chaffaud », du XIVe siècle[21].
- Château de Monval, des XVIe et XIXe siècles[21].
- Maison forte des Segond, du XVIe siècle remaniée au XVIIIe siècle[21].
- Maison forte des Renéville, du XVIe siècle[21].

#### Patrimoine religieux
- Église de l'Assomption de Clelles (dite aussi Église Sainte-Marie).

L'essentiel de l'édifice actuel date de l'époque moderne (du XVIIe au XIXe siècle).
Elle renferme l'un des trois seuls carillons de l'Isère avec celui de l'église de Châtenay et celui de la basilique de La Salette.
Le clocher de l'église de l'Assomption de Clelles, du XIVe siècle, fait l'objet d'une inscription partielle au titre des monuments historiques par arrêté du 26 mai 1977.
- Une église se trouve également au hameau de Longefonds, en contrebas du village.

### Héraldique
|  | Clelles possède des armoiries dont l'origine et le blasonnement exact ne sont pas disponibles. |

### Personnalités liées à la commune
- Louis de Saint-Ferréol, né à Clelles le 9 mai 1814[23], égyptologue, étudia les temples d'Abou Simbel.